# Комплекс виробництва олефінів в Ляочені
Установка виробництва олефінів в Ляочені — китайське виробництво вуглехімічної промисловості в провінції Шаньдун.
У 2010-х роках на додачу до розвитку нафтохімічного напрямку в Китаї почали використовувати для продукування олефінів наявні в країні великі запаси вугілля. Одним із призначених для цього комплексів став споруджений компанією Luxi Chemical завод у місті Ляочен. В кінці 2018-го тут запустили вуглехімічне виробництво, що дозволяло продукувати 800 тисяч тонн метанолу на рік. А восени наступного року на майданчику стала до ладу установка синтезу олефінів, здатна продукувати 120 тисяч тонн етилену та 180 тисяч тонн пропілену. За рік вона споживає 900 тисяч тонн метанолу, тому певну частку сировини доводиться купувати у сторонніх постачальників.
Пропілен споживатиметься належним Luxi Chemical заводом оксо-спиртів потужністю 780 тисяч тонн (найбільший у Китаї), котрий випускає н-бутанол, 2-етилгексанол та ізобутиральдегід.